# Starkenburg (burcht)
De Burcht Starkenburg is een hoogteburcht op 295m hoogte in de Zuid-Hessische stad Heppenheim. De voormalige Hessische provincie Starkenburg werd naar deze burcht vernoemd. 

## Geschiedenis
De burcht werd in 1065 gebouwd ter bescherming van de abdij van Lorsch en heette eerst Burcheldon. In 1206 werd voor het eerst de naamStarkimberg vernoemd. De burcht was de tweede sterkste vesting van het keurvorstendom Mainz. In 1765 werd de burcht verlaten en kwam in verval. Op 22 oktober 1924 werd de bouwvallige bergfried opgeblazen. De bergfried werd heropgebouwd, maar niet op dezelfde plaats, maar aan de westzijde om zo meer plaats te krijgen op het binnenhof. 
Tegenwoordig is de ruïne beschermd. Over het verleden van de burcht is niet zoveel geweten daar veel informatie verloren gegaan is in de archieven bij het bombardement op Darmstadt in 1944.  
Palais Amorbach · Slot Alsbach · Alte Burg · Altes Schloss · Schloss Auerbach · Bacheburg · Schloss Bad König · Beerfurther Schlösschen · Schloss Birkenau · Palais Boisserée · Ringwall Bürgstadter Berg · Burg Breuberg · Burg zu Berge · Jagdschlösschen Carlsruhe · Curti-Schloss · Schloss Dallau · Darmstädter Schloss (Groß-Umstadt) · Burg Dauchstein · Bergfeste Dilsberg · Burg Dorndiel · Emichsburg · Burg Eberbach · Schloss Erbach · Erdwerk Ohrenbacher Schanze · Schloss Ernsthofen · Jagdschloss Eulbach · Schloss Fechenbach · Burg Frankenberg (Amorbach) · Burg Frankenstein · Burg Freienstein · Burg Freudenberg · Schloss Fürstenau · Staatspark Fürstenlager · Burg Fürstenstein · Jagdschloss Gammelsbach · Gans’scher Adelshof · Ringwall Greinberg · Burgstall Güttersbach · Burg Guttenberg · Großherzogliches Palais (Heidelberg) · Hammerschlösschen · Hardheimer Schloss · Harfenburg · Haus zum Riesen (Adelspalais Riesen, Palais Venningen) · Heddersdorf'scher Adelshof · Schloss Heidelberg · Schloss Heiligenberg · Heppenheimer Stadtschloss · Herrenhaus (Fränkisch-Crumbach, Schloss der Herren von Gemmingen) · Hinterburg · Hirschburg · Burg Hirschhorn · Schloss Hochhausen · Burg Hornberg · Burg Hundheim · Burg Jossa · Burg Kirchbrombach · Jagdschloss Krähberg · Kronenburg · Kurmainzer Amtshof · Burg Landsehr · Schloss Lichtenberg · Burg Limbach · Burg Lindenfels · Burg Lohrbach · Schloss Löwenstein · Burg Lützelbach · Mauersechseck · Jagdschloss Max-Wilhelmshöhe · Burg Michelstadt · Mildenburg · Minneburg · Mittelburg · Burgstall Mörlenbach · Palais Morass · Mühlhäuser Schlößchen · Schloss Neuburg (Baden) · Burg Nieder-Modau · Burg Obrigheim · Burg Ohrsberg · Veste Otzberg · Pfälzer Schloss · Ehemaliges Pretlack'sches Palais · Pretlack’sches Palais · Schloss Reichenberg · Burg Reichenstein · Wasserburg Riedern · Burg Rodenstein · Rodensteiner Schloss · Burg Rohrbach · Schloss Rohrbach · Burg Schaafheim · Schanzenköpfle · Schauenburg · Burg Schlierbach · Schlösschen Ober-Beerbach · Wasserburg Schloß-Nauses · Turmhügel Schneirersbuckel · Burg Schnellerts · Schloss Schönberg · Schwalbennest · Wasserburg Schwarzach · Burg Schweinberg · Starkenburg · Burg Stolzeneck · Strahlenburg · Burg Stutz · Templerhaus Amorbach · Burg Tannenberg · Vorderburg · Wachenburg · Burgstall Waldau · Burg Waldeck · Schloss Waldleiningen · Burg Wald-Michelbach · Wambolt’sches Schloss · Weilerhügel · Weinheimer Schloss · Schloss Wiser · Burg Wildenberg · Burg Windeck · Schloss Wörth (Wörth am Main) · Burg Zwingenberg